# Hertog van Shrewsbury
Hertog van Shrewsbury (Engels: Duke of Shrewsbury) is een Engelse adellijke titel. 
De titel hertog van Shrewsbury werd gecreëerd in 1694 door Willem III voor Charles Talbot, 1e Graaf van Shrewsbury. De titel verviel met zijn overlijden in 1718.

## Hertog van Shrewsbury (1694)
- Charles Talbot, 1e Hertog van Shrewsbury (1694–1718)